# Liceo Francisco Bauzá
El Liceo Francisco Bauzá  es un instituto  de educación secundaria uruguayo, ubicado en el Prado en Montevideo, numerado 6 dentro del dominio público. Su nombre homenajea a Francisco Bauzá, que fue un profesor, político y escritor uruguayo.

## Historia
Fue creado en 1936 y se instaló en el mismo edificio que el liceo Héctor Miranda, hasta su traslado hacia en una propiedad sobre la Avenida Agraciada en 1937. Ese mismo año, mediante ley recibe la denominación de Francisco Bauza, homenajeando a la figura del escritor, profesor y político uruguayo.
En 1957 se inaugura sobre la Avenida Lucas Obes en el Prado, el edificio que albergaría sus instalaciones hasta la actualidad, el mismo fue diseñado por la arquitecta Elsa Maggi.La construcción, cuenta con una biblioteca, laboratorios, un patio y gimnasio. 
En 2024 se dictan clases en cuatro turnos, que incluyen un turno nocturno con plan para adultos. En el área circundante se encuentran el Estadio José Nasazzi, el Círculo de Tenis de Montevideo y la Quinta de Storm, sede de la Casa de la Cultura.
En 2025 se dictaran clases de 5 y 6 año de bachillerato.